# Крокодил болотний
Крокодил болотний (Crocodylus palustris) — плазун, представник роду крокодил родини крокодилових. Один із 13(14) видів роду крокодилів (Crocodylus). Раритетний вид плазунів, занесений до Червоного списку МСОП.
Інша назва «магер» (у перекладі з гінді — «морське чудовисько»).

## Опис

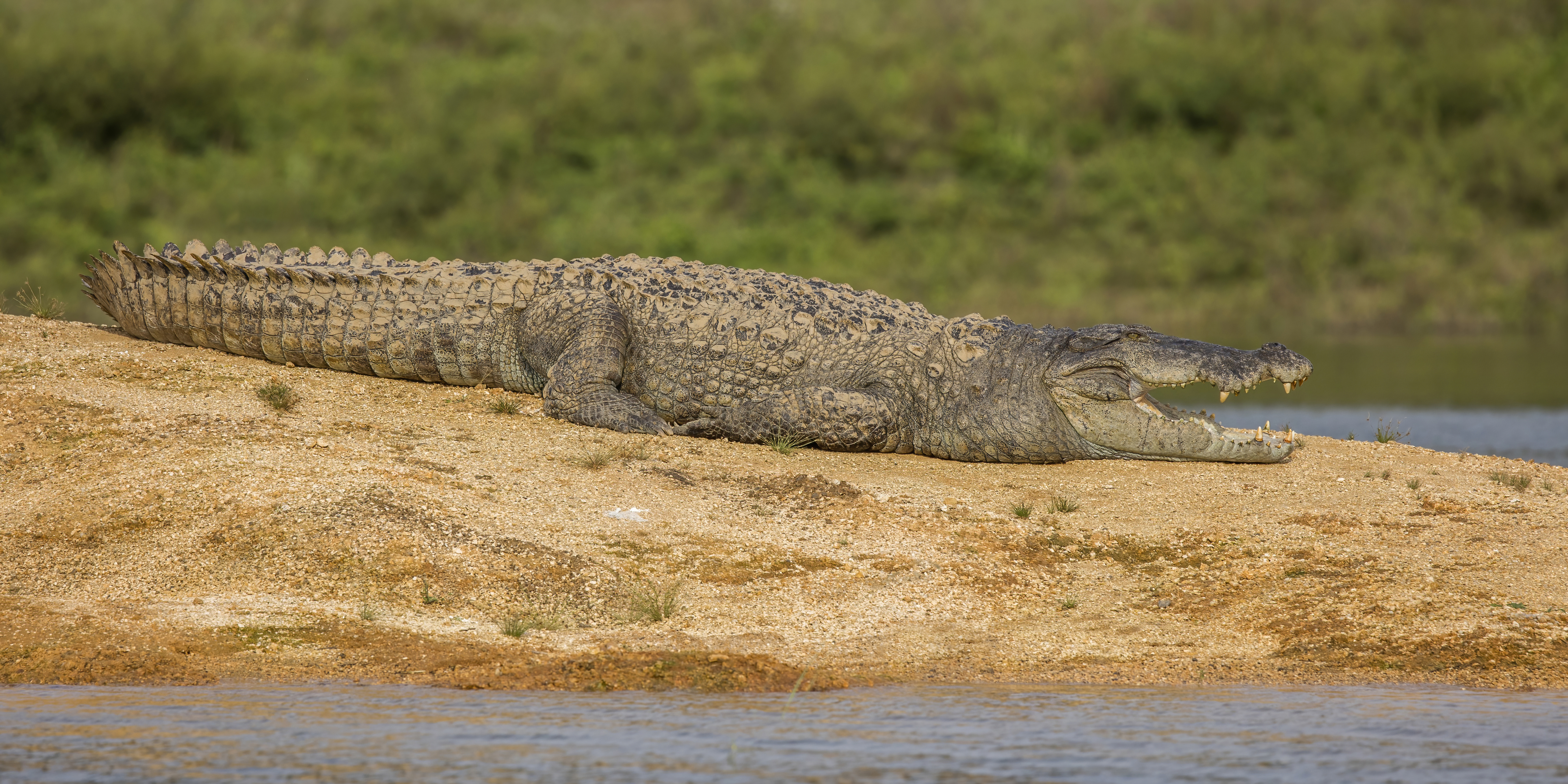
Crocodylus palustris, водосховище Gal Oya, Шрі-Ланка

Загальна довжина досягає 3,5—5 м. Морда відносно коротка й широка. Довжина морди перевищує її ширину в основі не більш ніж у 1,5 раза. Фестончатість країв щелеп різко виражена. Має 66—68 зубів. 4—6 потиличних щитків розташовані в 1 поперечний рядок. Інші 4 потиличні щитки утворюють квадрат, з боків якого на рівні проміжку поміж його поперечними рядками розташована пара менших щитків. Овальні щитки у передній частині спини несиметричні. Щитки середньої пари подовжених спинних рядків розширені.
Забарвлення сіро-коричневе з темним малюнком. Молоді особини забарвлені у світло-коричневий або коричневий кольори.

## Поширення
Мешкає здебільшого в Південній Азії: Пакистан, Індія, Непал, Шрі-Ланка, Бангладеш. Трапляється в Південному Ірані. Вважається вимерлим у М'янмі.

## Спосіб життя
Полюбляє прісноводні водойма, зокрема болота, річки, озера. Харчується рибою, земноводними, зміями, черепахами, птахами, ссавці, зокрема мавпами або великою рогатою худобою. Подекуди нападає на людей.
Після спарювання, самиця риє яму, куди відкладає 10 до 48 яєць вагою 85 г. Потім вона маскує кубло, прикриваючи його піском чи землею. Самиця вартує навколо кубла безперервно, енергійно захищаючи його від хижаків. Через 55—75 днів з'являються молоді крокодили. Батьки опікуються ними до 2 років.

## Охорона
Раритетний вид плазунів, занесений до Червоного списку МСОП (охоронна категорія: «уразливий вид». Чисельність популяції станом на 2024 оцінюється в 5700—8700 особин.

## Практичне значення
Є національним плазуном Пакистану.